# Letov Š-28
Letov Š-28 a Š-128 byly průzkumné a cvičné letouny, které vyráběla na přelomu 20. a 30. let 20. století československá Vojenská továrna na letadla Letov.

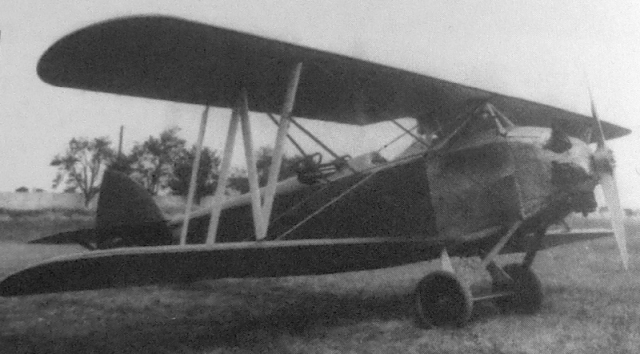
Letov Š-28, prototyp (Letectví, únor 1950)

## Vznik a vývoj
Vývoj těchto letadel začal již v roce 1928 návrhem průzkumného dvouplošníku Š-28. Konstrukce Aloise Šmolíka vycházela z prvního, celokovového letounu Letov Š-16 (1926), jako jeho zmenšená varianta. Ministerstvo národní obrany (MNO) si objednalo prototyp s dodací lhůtou do 31. prosince 1928. Stroj měl být osazen novým motorem Walter Castor I (1928) Akciové továrny automobilů Josef Walter a spol., ale vzhledem k opožděné dodávce tohoto motoru byl první prototyp Š-28.1 zalétán až v červenci 1929. Motor Walter Castor se však ukázal pro tuto konstrukci jako výkonově nedostačující, proto další stroje nebyly MNO objednány. Š-28 bylo první a jediné letadlo Letov poháněné tímto, jinak velmi úspěšným motorem Walter. Zkoušky ukázaly, že výkon motoru 176 kW (240 k) již v té době nestačil pro vojenský, bojový letoun. Čas výstupu 3 min. do 1000 m ještě vyhovoval, ale 41 min. a 37 vteřin do 5000 m bylo již armádou neakceptovatelné.

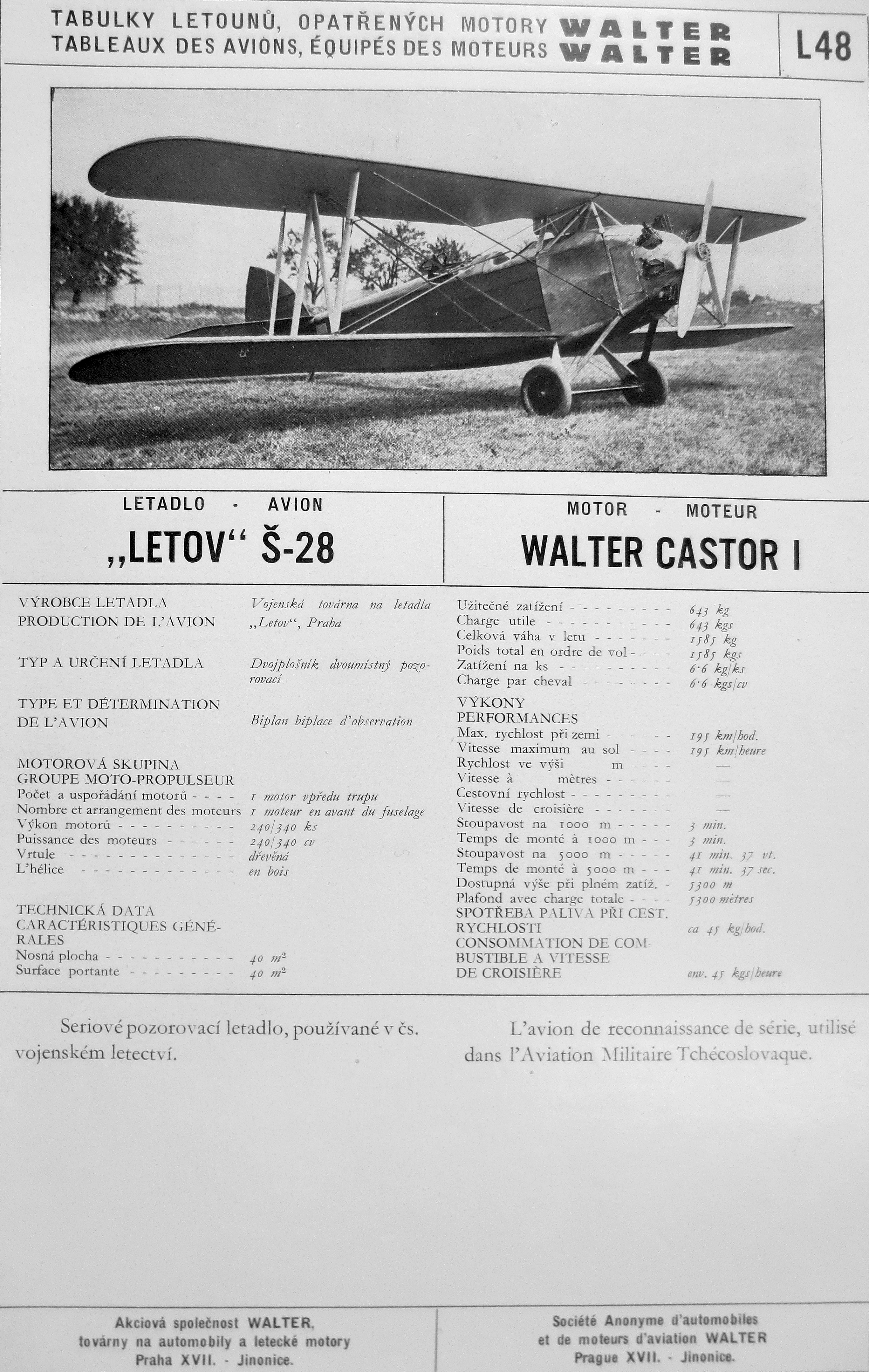
Letov Š-28, prototyp s motorem Walter Castor I (1929)

Prototyp Š-28 nedokázal na sebe upoutat pozornost zákazníků (MNO ani v zahraničí) a nešel tedy do výroby. Koncepce Š-28 byla v roce 1930 přepracována a zdokonalena. Tak vznikl poněkud robustnější Š-128, který byl osazen podstatně výkonnějším (330 kW/450 k) motorem Walter Jupiter VI (1929), což byla sublicence Gnome-Rhône Jupiter původního motoru Bristol Jupiter. Tento prototyp měl mnohem robustnější podvozek, bez původní průběžné osy a o něco kratší trup, protože byl silnější a těžší motor posunut poněkud blíže k těžišti letadla. Prototyp tohoto letounu poprvé vzlétl 27. ledna 1931. V tomto provedení (průzkumný a lehký bombardovací) bylo v letech 1932-33 vyrobeno 19 letounů, z nichž 16 bylo používáno československým letectvem.

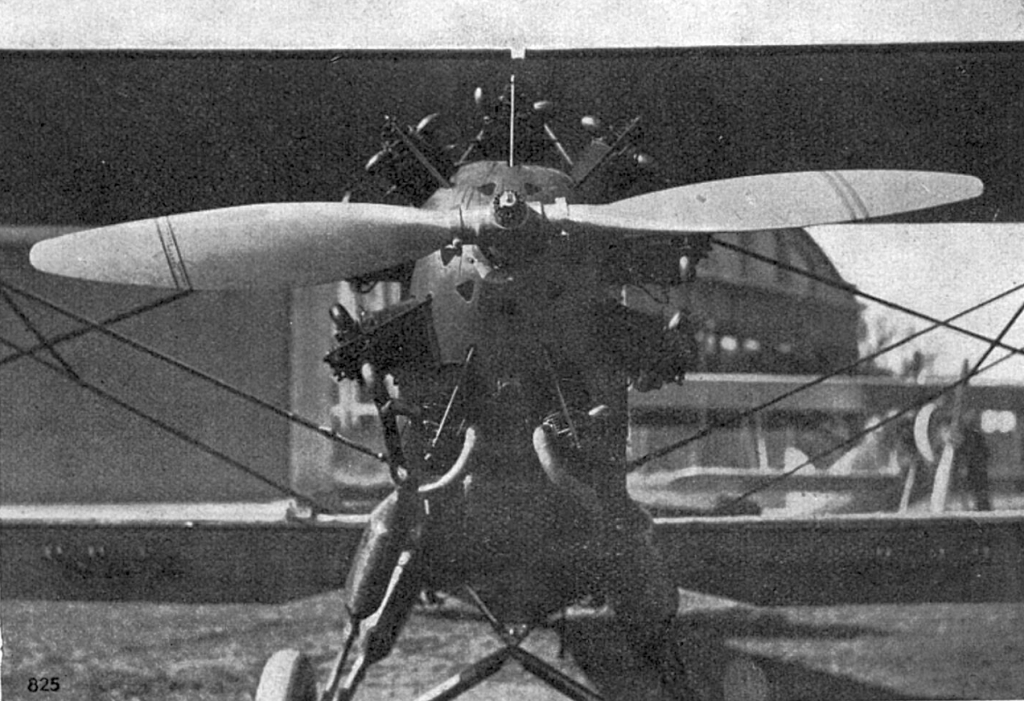
Letov Š-128 s kovovou vrtulí Letov (Letectví, srpen 1931)

V roce 1931 byl původní prototyp Š-128 osazen ještě výkonnějším motorem, Gnome-Rhône Mercure VII (licence Bristol Mercury) s kompresorem a reduktorem o výkonu 345 kW/515 k. Konstrukce letounu byla dále upravena a motor byl osazen první automaticky stavitelnou, dvoupolohovou kovovou vrtulí Letov, typu Hd 30. Vrtulové listy byly vykovány v zápustkách z duralu a vrtulový náboj byl z oceli Poldi Victrix. Letoun byl zanesen 12. září 1931 do civilního, leteckého rejstříku s imatrikulací OK-VOT (Š-128.1). Tovární pilot Jan Anderle byl od 14. září 1931 vyslán s tímto letounem na předváděcí turné do pobaltských států a Finska (Riga, Tallinn, Helsinky, Utti), což bylo tradiční odbytiště letounů Letov. Výsledkem této akce byla objednávka čtyř letounů pro estonské vzdušné letectvo. Podmínkou však byly drobné konstrukční úpravy, proto byl tento letoun uváděn v tovární dokumentaci jako Š-128SM.
Zvýšené požadavky na výkonnost letounů pro průzkumnou a pozorovací službu vojenského letectví vedly továrnu Letov k přetvoření letounu Š-128 s motorem Walter Jupiter na typ Š-228 s motorem Mercury VII. (nebo Mercury IV. z roku 1929). Byl to nejnovější článek ve vývojové řadě letounů Š-28, Š-128, Š-228, který vykazoval četné a podstatné konstrukční změny, provedené na základě nejnovějších zkušeností a laboratorních prací. Verze Š-128SM se stala základem pro následující typy Š-228 a Š-228E (1932), od nichž už nebylo daleko ke vzniku jednoho z nejúspěšnějších typu letňanské továrny, k průzkumnému a bombardovacímu Letovu Š-328, který byl poprvé zalétán v červenci 1933.
Tyto stroje Š-28 a Š-128 (s pokračováním na Š-228 a Š-328 přes Š-428 až k Š-528) jsou klasickou ukázkou toho, jak takový nadějný letoun postupně zraje v rukách odborníků. Vývoj Š-28 totiž pokračoval a měl úspěšný výstup ve stroji Letov Š-128, jehož si MNO roku 1931 objednalo 16 kusů (kromě toho byly čtyři stroje pod označením Š-228E prodány do Estonska), ale ani tentokrát nebylo MNO s výkonem úplně spokojeno. A tak nakonec 19. července 1933 vzlétl prototyp mnohem dokonalejší verze – Letov Š-328.1, vybavený skvělým motorem Bristol Pegasus II-M2, který vyráběla v licenci firma Walter v Jinonicích jako Walter Pegas II-M2.

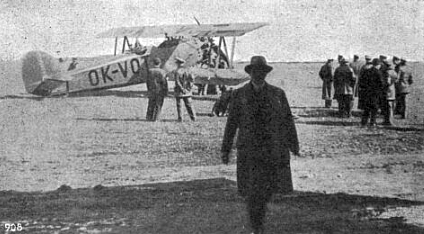
Letov Š-128 (OK-VOT) na letišti v Tallinnu (Letectví, listopad 1931)

## Popis letounu
Letoun Š-128 byl dvoumístný jednomotorový vzpěrový dvouplošník s otevřenými prostory osádky, s kokpity v tandemovém uspořádání. Kostra trupu, svařená z ocelových trubek, byla potažena plátnem. V přední části byla kostra kryta hliníkovými plechy. Rovněž kovová kostra křídel byla potažena plátnem. Křídla byla rozepřena dvěma páry vzpěr, jednou svislou a jednou sestavou ve tvaru písmena N, navíc mezi křídly a trupem byly napínací dráty. Horní křídlo bylo neseno nad trupem krátkým baldachýnem z ocelových trubek. Pohonnou jednotku Š-28 a Š-128 tvořil motor Walter Castor I (sedmiválcový vzduchem chlazený hvězdicový) resp. Walter Jupiter VI (devítiválcový vzduchem chlazený hvězdicový motor) osazený dvoulistou nestavitelnou dřevěnou vrtulí. Pro spojení se zemí mohl být Š-128 v prostoru pozorovatele vybaven radiostanicí vz. 26, popřípadě vz. 26/34.
Konstrukční změny draku letounu Š-128 oproti Š-28 postihly konce křídel, které dostaly aerodynamicky vhodnější tvar a podvozek, jenž se rozdělil na dvě samostatné podvozkové nohy s podpěrami. Zároveň byl původně netlumený podvozek vybaven pryžovými tlumiči. Celkově byl letoun konstrukčně zesílen a vybaven dvojnásobným počtem příhrad trupu, přičemž poslední příhrada před prostorem střelce byla doplněna plátem ze zesíleného plechu a sloužila jako primitivní pancéřování především proti střepinám.

## Použití
Prototyp letounu Š-28.1 byl předán československému letectvu jako výcvikový stroj. Vlastnosti stroje zřejmě nejlépe vystihla přezdívka "holub mírný", kterou si vysloužil v Letovu i mezi armádními letci. Nejprve sloužil u cvičné letky Leteckého pluku 1 v Praze do roku 1934 a potom tři roky u cvičné letky Leteckého pluku 2 v Olomouci. V roce 1937 letoun získala pobočka Masarykovy letecké ligy z Olomouce. Mechanici MLL letoun přestavěli jako dopravní letadlo pro pilota a čtyři cestující. S imatrikulací OK-LOH přidělenou 4. srpna 1937 sloužil k vyhlídkovým letům Hanáckému aeroklubu Olomouc až do havárie v srpnu 1938. Letoun byl vymazán z leteckého rejstříku 24. srpna 1938.
V říjnu 1932 (4 letouny) a listopadu 1933 (12 letounů) byly ze strany MNO předloženy 2 objednávky na celkem 16 letounů Š-128. Tyto vojenské zakázky jsou označovány jako nouzová práce pro udržení zaměstnanosti ve Vojenské továrně na letadla. První sérii letadel Š-128 (výr. č. 2-5) převzala v listopadu 1933 cvičná letka Leteckého pluku 1. Druhá série letadel (výr. č. 6-17) předaná v prosinci 1934 sloužila u cvičné a 14. letky Leteckého pluku 2. V letech 1936-38 byly po haváriích odepsány ze stavu stroje výr. č. 15 (5.12.1935), 16 (3. 6.1937) a 11, ale ostatní stroje sloužily spolehlivě až do mobilizace. Potom většinou sloužily u Leteckého pluku 3 v Nitře a část byla uskladněna. Po zániku Česko-Slovenska zůstalo u již bývalé 15. a 64. letky 3. Leteckého pluku 4-5 letounů Š-128. Poslední Š-128 byl Slovenskem vyřazen v roce 1941. Luftwaffe po 15. březnu 1939 zabavila 10 Š-128, ale není příliš pravděpodobné, že byly v Luftwaffe využívány. Několik letounů z 10 zabavených bylo uváděno ve stavu ještě na počátku roku 1940.
Poslední dva vyrobené letouny Š-128 (výr. č. 18 a 19) si ponechala pro potřeby dalšího vývoje továrna Letov.

## Varianty
- Š-28 - prototyp s motorem Walter Castor I, 1 letoun
- Š-128 - prototyp a sériové provedení s motorem Walter Jupiter VI s dřevěnou vrtulí, postaveno 19 letounů
- Š-128SM - přestavěný prototyp Š-128 s motorem GR Mercure VII s kovovou vrtulí, potom postaveny 4 letouny pro Estonsko (Š-228E). "Estonské" letouny byly vybaveny originálními motory GR Mercure VII, přestože továrna Walter měla od roku 1931 sublicenci k výrobě těchto motorů (Walter Merkur IRC), ale ta nedovolovala prodej do třetích zemí.

## Uživatelé
- Československo
  - Československé letectvo
  - Masarykova letecká liga
- Německá říše
  - Luftwaffe
- Slovensko
  - Slovenské vzdušné zbraně (15. pozorovací letka v Nitře), Slovenský letecký sbor (SLeS)

## Specifikace
Data pro letouny Š-28/Š-128/Š-128SM podle

### Technické údaje
| Typ                             | Š-28               | Š-128              | Š-128SM           |
| ------------------------------- | ------------------ | ------------------ | ----------------- |
| Provedení                       | prototyp           | série              | série             |
| Rok zavedení                    | 1929               | 1931-1934          | 1931-1932         |
| Posádka                         | 2                  | 2                  | 2                 |
| Rozpětí (m)                     | 13,20              | 13,20              | 13,20             |
| Délka (m)                       | 9,90               | 9,03               | 9,50              |
| Výška (m)                       | 3,12               | 3,20               | 3,20              |
| Nosná plocha (m2)               | 40,00              | 39,18              | 39,18             |
| Plošné zatížení (kg/m2)         | 39,6               | 54,9               | 54,1              |
| Hmotnost prázdného letounu (kg) | 942                | 1308               | 1478              |
| Vzletová hmotnost (kg)          | 1585               | 2150               | 2121              |
| Typ motoru                      | Walter Castor I    | Walter Jupiter VI  | GR Mercure VII    |
| maximální výkon motoru          | 191 kW/260 k       | 399 kW/543 k       | 412 kW/560 k      |
| nominální výkon motoru          | 176 kW/240 k       | 330 kW/450 k       | 368 kW/500 k      |
| Vrtule                          | dvoulistá, dřevěná | dvoulistá, dřevěná | dvoulistá, kovová |

### Výkony
| Typ                            | Š-28         | Š-128         | Š-128SM          |
| ------------------------------ | ------------ | ------------- | ---------------- |
| Maximální rychlost (km/h)      | 195          | 212           | 258              |
| Cestovní rychlost (km/h)       | 160          | 180           | 230              |
| Dostup (m)                     | 5300         | 5700          | 7300             |
| Čas výstupu (min) na výšku (m) | 3´ do 1000 m | 12´ do 4000 m | 11,75´ do 4000 m |
| Dolet (km)                     | 650          | 750           | 800              |

### Výzbroj (Š-128)
- 1 pevný kulomet vz. 28 ráže 7,92 mm se 400 náboji
- 1 pohyblivý dvojkulomet vz. 30 ráže 7,92 mm se 420 náboji
- pumy o celkové hmotnosti 400 kg[2]